# London Elektricity
London Elektricity je hudební uskupení, které se nejvíce proslavilo jako předchůdce živých drum and bassových vystoupení, ačkoliv jejich hudba obsahuje také prvky jazzu, funku a breakbeatu.

## Minulost
První podoba London Elektricity čítala duo Tony Colman a Chris Goss. Colman a Goss jsou taktéž zakladatelé labelu Hospital Records, se kterým je London Elektricity stále propojen.
V roce 1999 vydali v Hospital Records svoje debutové album Pull the Plug. Přestože na jejich koncertech byla přítomna řada rozličných nástrojů (kontrabas, elektrická kytara, trumpeta, flétna, housle) a jazzová zpěvačka Liane Carroll propůjčila svůj hlas ve dvou skladbách, jejich LP bylo čistě studiová práce plně v režii producentského dua Colman a Goss.
V roce 2002 opouští Chris Goss London Elektricity, aby se mohl více soustředit na vedení Hospital Records a vše zůstává na bedrech Tonyho Colmana. Druhé album Billion Dollar Gravy bylo vydáno v roce 2003. Během práce na albu se Colman rozhodl předělat London Elektricity na skupinu s živými nástroji, kde společně s Colmanem vystupují Landslide, MC Wrec, Jungle Drummer, Liane Carroll, Robert Owens a mnoho dalších. Roku 2004 vydávají live DVD pojmenované London Elektricity: Live Gravy.
V roce 2005 vydávají v pořadí již třetí album Power Ballads již s použitím živých nástrojů. London Elektricity oznamují na tiskové konferenci na Warwické univerzitě při příležitosti drum and bassového večírku 2. prosince 2005, že ukončují svá živá vystoupení. Od roku 2006 se vydává Tony Colman na sólovou dráhu a používá při tom právě pseudonym London Elektricity. Lianne Carroll je v roce 2005 vyhlášena jako vítěz ceny Jazz Award rádiem BBC a nyní rozjíždí svou vlastní sólovou jazzovou kariéru. Nový remixer skupiny je od roku 2007 Ben Nguyen.
Tony dává Hospital Records Podcast vytvořený Mattem Rileyem jako Hospital HQ. 
Roku 2007 vyhráli London Elektricity cenu BBC 1Xtra Xtra Bass za nejlepší živé vystoupení.
V roce 2011 vydali London Elektricity album Yikes!.